# Parysówka (struga)
Parysówka – struga, prawy dopływ Mininy o długości 17,452 km i powierzchni zlewni 87,82 km². Źródło cieku znajduje się w miejscowości Wandzin w gminie Lubartów, a ujście we wsi Polny Młyn w gminie Kamionka. Struga płynie przez Wysoczyznę Lubartowską. W całości znajduje się w powiecie lubartowskim, w województwie lubelskim. Na krótkim odcinku przepływa przez Kozłowiecki Park Krajobrazowy. Nie posiada nazwanych dopływów.
Koryto cieku zostało wyregulowane w latach 70. XX wieku. Wcześniej dolina strugi była okresowo podmokła. Po wykonaniu prac melioracyjnych zwierciadło wody obniżyło się o około 2 m, a gleba w dorzeczu Parysówki stała się znacznie suchsza.